# Fălcoiu
Fălcoiu est une commune roumaine située dans le județ d'Olt.